# Yves Aubin de La Messuzière
Yves Aubin de La Messuzière, né le 7 janvier 1942 à Rabat (Maroc), est un diplomate français, expert des pays arabes.

## Biographie
Après des études aux Lycées Montaigne et Louis-le-Grand à Paris, à la Sorbonne (diplômé d'études supérieures d’islamologie) et à l’École nationale des langues orientales vivantes (dont il est diplômé en arabe littéral et arabe oriental), il entre en 1968 au ministère des Affaires étrangères.
Il est affecté à différents postes à Amman, Sanaa, Damas, Rabat, au Caire, entrecoupés d'affectations à l'administration centrale (direction Afrique-Levant) et d'un détachement auprès de la SOFIRAD (1981-1983).
En 1987, il devient chef du service des Affaires francophones, puis, en 1988, directeur du cabinet d'Alain Decaux, alors ministre délégué auprès du ministre d’État, ministre des Affaires étrangères, chargé de la Francophonie dans le Gouvernement Michel Rocard.
Il occupe son premier poste d'ambassadeur (à N'Djamena) de 1991 à 1994 avant d'être nommé directeur de la coopération culturelle et linguistique à la direction générale des relations culturelles du ministère. De 1997 à 1999, il dirige l'Ambassade de France (alors "section des intérêts français") à Bagdad et revient à Paris comme directeur d'Afrique du Nord et du Moyen-Orient.
Ses deux derniers postes sont celui d’ambassadeur à Tunis (2002-2005) et celui, prestigieux, d’ambassadeur à Rome (2005-2007), au Palais Farnèse.
Il exerce la présidence du Conseil des affaires étrangères en 2006-2007.
Il a également siégé au conseil d'administration de l’Institut du monde arabe à Paris (comme vice-président, de 2005 à 2009).
Il reste très actif depuis sa retraite officielle. Il s'exprime particulièrement sur des sujets liés au ministère des Affaires étrangères, à l'enseignement français à l'étranger et au monde arabe et méditerranéen.
Il préside notamment, à la demande de Bernard Kouchner, la Commission sur l'avenir de l'enseignement français à l'étranger (2007-2008).
Il est élu en 2009 président de la Mission laïque française où il succède à Jean-Pierre Bayle ; il conserve ce poste jusqu'en 2016, laissant la place à François Perret.
De 2010 à 2013, il est Président de l'association de préfiguration du Musée des civilisations de l'Europe et de la Méditerranée (MuCEM). Depuis juin 2013, il est membre du conseil d'administration du Mucem.
En 2011, il est régulièrement sollicité par les médias français durant le Printemps arabe pour expliquer, interpréter et commenter les événements dans les pays concernés, qu'il connait bien.
À l'occasion de l'élection présidentielle de 2017, il fait partie des 60 diplomates qui apportent leur soutien à Emmanuel Macron.

## Décorations
- Officier de la Légion d'honneur (2005)[9]
- Commandeur de l'ordre national du Mérite
- Chevalier de l'ordre des Palmes académiques

Son nom est affiché et encadré à la médiathèque du Groupe Scolaire Le Détroit de Tanger.

## Publications
- Vers la proclamation unilatérale de l’État palestinien ?, article paru dans Le Monde daté du 21 février 2010[10]
- Monde arabe, le grand chambardement, Plon, octobre 2016
- Profession diplomate. Un ambassadeur dans la tourmente, Plon, 2019